# دیودخازنی با سد ناهمگون
دیودخازنی با سد ناهمگون (HBV) یک قطعه نیم‌رسانا است که یک خازن متغیر با بایاس ولتاژ را نشان می‌دهد، مشابه یک دیودخازنی. برخلاف یک دیود، آن یک رابطه نامتقارن جریان-ولتاژ و یک رابطه متقارن خازن-ولتاژ، همان‌طور که در نمودار به سمت راست نشان‌داده شده‌است. این قطعه توسط اریک کولبرگ به همراه آندرس ریدبرگ در سال 1989 در دانشگاه فناوری چالمرز اختراع شد.
داخل شکل نماد طرح‌واره مداری HBV را نشان می‌دهد. از این نماد می‌توان نتیجه گرفت که HBV از دو دیود پشت سرهم، دیودهای یکسوسازی از روبه‌رو سری متصل‌شده (همانند دیودهای شاتکی برای نمونه) تشکیل شده‌است. شکاف در وسط نماد دیود بیانگر ظرفیت ذاتی قطعه است. خصوصیات الکتریکی HBV با جدا کردن دو لایه از یک ماده نیم‌رسانای (A) با یک لایه از یک ماده نیم‌رسانای دیگر (B) محقق می‌شود. شکاف باند بین مواد (B) باید از مواد (A) بزرگتر باشد. این امر باعث می‌شود تا حامل‌هایی که سعی در عبور از لایه‌ها (A) - (B) - (A) دارند، سدی ایجاد کنند. لایه‌های (A) معمولاً دهنده n هستند به این معنی که الکترون‌ها حاملهای اکثریت این قطعه هستند. در ولتاژهای مختلف بایاس، حامل‌ها مجدداً توزیع می‌شوند و فاصله بین حامل‌ها در هر طرف سد (B) متفاوت است. در نتیجه، HBV دارای خواص الکتریکی شبیه به خازن صفحه موازی با فاصله صفحهٔ وابسته به ولتاژ d است.
کاربرد اصلی دیود HBV تولید سیگنال‌های با فرکانس بسیار زیاد از ورودی فرکانس پایین است. این نوع ضرب فرکانس به عنوان سه‌برابرکننده (ضرب در ۳) در ۱۰۰ گیگاهرتز تا ۲۸۲ گیگاهرتز و تا ۴۵۰ گیگاهرتز، و همچنین به عنوان پنج‌برابرکننده (ضرب در ۵) در ۱۷۵ گیگاهرتز نشان داده شده‌است.
ضرب فرکانس با وابستگی ولتاژ بسیار غیرخطیِ خازن{\displaystyle C(V)} امکان‌پذیر است. با تغذیه HBV سیگنال فرکانس پایین {\displaystyle f_{1}}، هارمونیک بالاتر {\displaystyle f_{3}=3f_{1}} (سه‌برابر)، {\displaystyle f_{5}=5f_{1}} (پنج‌برابر)، … تولید می‌شود. فقط هارمونیکهای فرد تولید می‌شوند، زیرا هارمونیک‌ها زوج به‌دلیل تقارن طبیعی غیرخطسانی بودن، حذف می‌شوند. همچنین با استفاده از این تقارن ذاتی قطعه، می‌تواند بدون بایاس DC کار کند. این مزیت در مقایسه با دیود شاتکی است که باید بایاس باشد.
سیگنال‌های تولیدشده در این فرکانس‌ها (۱۰۰گیگاهرتز تا ۳ تراهرتز) کاربردهای در جاهای متنوعی ماننداخترشناسی رادیویی، تصویربرداری امنیتی، تصویربرداری بیولوژیکی و پزشکی و ارتباطات بی‌سیم با سرعت بالا دارند.